# ويليام إي. غينز
ويليام إي. غينز هو محامي وسياسي أمريكي، ولد في 30 أغسطس 1844 في شارلوت كورت هاوس في الولايات المتحدة، وتوفي في 4 مايو 1912 في واشنطن العاصمة في الولايات المتحدة. نشط حزبياً في الحزب الجمهوري. وقد انتخب عضو مجلس نواب الولايات المتحدة عن ولاية فرجينيا ‏ وانتخب عضو مجلس ولاية فرجينيا ‏ وانتخب عضو مجلس النواب الأمريكي ‏.